# Gabunillo coecus
Gabunillo coecus är en kräftdjursart som beskrevs av Helmut Schmalfuss och Franco Ferrara 1983. Gabunillo coecus ingår i släktet Gabunillo och familjen Armadillidae. Inga underarter finns listade i Catalogue of Life.